# 大島貴志子
大島 貴志子（おおしま きしこ、1970年〈昭和45年〉5月14日 - ）は、東京都出身のフリーアナウンサー。

## 経歴
東京都で生まれ、秋田県で育つ。秋田県立秋田北高等学校を卒業した。卒業後、秋田市の民間企業で一般事務として務めていたが、同僚から「今、テレビのアシスタントを募集しているよ。試験、受けてみたら？向いていると思う。」と1日に2度別の人から言われ、1991年（平成3年）4月、秋田放送に1年間契約社員として働いたあと、フリーとなる。
以来テレビおよびラジオ番組に出演する。またナレーター、制作、司会などを務める。

## 人物
- 趣味は、読書、ゴルフ、登山、特技はすぐ寝ること[4]。
- 認定心理士の資格を持つ[1]。

## 現在の出演番組

### テレビ
- サタナビっ!（2016年4月2日 - 、秋田朝日放送）
- 秋田県広報番組「あきたびじょんNEXT」

### ラジオ
- 隣の薬剤師さん（エフエム秋田）
- ようちゃんの独り言（エフエム秋田）
- mix（木曜、エフエム秋田）
- あきたはいうえい人街ネット（エフエム秋田）

## 過去の出演番組

### テレビ
- ホットスタジオ（1991年 - 1996年、秋田放送）
- ぷぁぷぁ金星（不定期、秋田朝日放送）

### ラジオ
- 楽天!あろまじお（ - 2012年3月29日、エフエム秋田）
- Evening StREAM（2011年4月1日 - 2014年3月31日・木曜担当、エフエム秋田）
- ゲツモク Live Compilation ブンブン!!（2014年4月1日 - 2015年3月31日・月曜担当、エフエム秋田）
- What The Number（ - 2023年12月29日、エフエム秋田）

## その他
- うさちゃんクリーニングCMソング「新しい一日」（歌唱）